# Františkov nad Ploučnicí
Františkov nad Ploučnicí (tyska Franzenthal-Ulgersdorf) är en ort i Tjeckien.   Den ligger i regionen Ústí nad Labem, i den norra delen av landet, 70 km norr om huvudstaden Prag. Františkov nad Ploučnicí ligger 214 meter över havet och antalet invånare är 379.
Terrängen runt Františkov nad Ploučnicí är huvudsakligen lite kuperad. Františkov nad Ploučnicí ligger nere i en dal.Runt Františkov nad Ploučnicí är det ganska glesbefolkat, med 43 invånare per kvadratkilometer. Närmaste större samhälle är Děčín, 10,1 km nordväst om Františkov nad Ploučnicí. Omgivningarna runt Františkov nad Ploučnicí är en mosaik av jordbruksmark och naturlig växtlighet.